# متدثرة
المتدثرة أو الكلاميديا (الاسم العلمي: Chlamydia) هي جنس من البكتيريا يتبع الفصيلة المتدثرية من رتبة المتدثريات. عدوى الكلاميديا هي العدوى الجرثومية المنقولة جنسيا الأكثر شيوعا بين البشر تصيب كلا الجنسين ويمكن أن تسبب أذية دائمة في الجهاز التناسلي الانثوي، وهي السبب الرئيسي لعدوى العمى في جميع أنحاء العالم. يمكن أن تنتقل عن طريق الحمامات الملوثة. هناك ثلاث أنواع رئيسية من عائلة الكلاميديا تصيب البشر هي : المتدثرة الحثرية Chlamydia trachomatis والمتدثرة الرئوية Chlamydia pneumoniae والمتدثرة الببغائية Chlamydia psittaci، الأنواع الأخرى تصيب الحيوانات ونادراً جداً ما تصيب البشر. تشترك جراثيم المتدثرات بخواصها الشكلية ومستضداتها السطحية وبدورة حياتها وبأنها داخل خلوية. المتدثرات هي جراثيم متطفلة داخل خلوية مجبرة بسبب غياب بعض الطرق الاستقلابية لديها فتعتمد على الخلية المضيفة للحصول على الطاقة

## أنواع المتدثرة
- متدثرة فأرية (الاسم العلمي:Chlamydia muridarum)
- متدثرة المواشي (الاسم العلمي:Chlamydia pecorum)
- متدثرة رئوية (الاسم العلمي:Chlamydia pneumoniae)
- متدثرة ببغائية (الاسم العلمي:Chlamydia psittaci)
- متدثرة خنزيرية (الاسم العلمي:Chlamydia suis)
- متدثرة حثرية (الاسم العلمي:Chlamydia trachomatis)
- متدثرة طيرية (الاسم العلمي:Chlamydia avium)
- متدثرة دجاجية (الاسم العلمي:Chlamydia gallinacea)
- متدثرة أبو منجل (الاسم العلمي:Chlamydia ibidis)

## التصنيف
بسبب دورة تطور جراثيم الكلاميديا الفريدة من نوعها، صنفت بشكل منفصل. الكلاميديا هو جزء من النظام المتدثراوات من أسرة المتدثرات. وفي آذار 2008 اقترحت وكالة المتدثرات الجديدة إدخالها في الأسرة المتدثرات تحت اسم Candidatus Clavochlamydia salmonicola.

## دورة حياتها
تشترك جميع أنواع المتدثرات بدورة حياة مميزة ثنائية الطور :
1- الأجسام الأولية elementary body (EB)
2- الأجسام الشبكية reticulate body (RB)
الأجسام الأولية (0.3 ميكرون ) خارج الخلوية هي أشكال خاملة استقلابياً تتميز بقدرتها على احداث العدوى لامتلاكها بروتينات التصاق واختراق على غشائها السطحي مما يساعدها في إصابة الخلايا الظهارية للمضيف، بعد الاختراق تتحول ضمن الخلية لأشكال فعالة استقلابياً هي الأجسام الشبكية (0.5- 1 ميكرون ) التي تدخل في حلقة من الانشطار الثنائي، ثم تعود الخلايا الناتجة للتمايز إلى الاجسام الأولية. العدد الكبير لهذه الخلايا ضمن الخلية المضيفة يقود لحل الخلية وتحرر الجسيمات الأولية واصابتها للخلايا المجاورة. في حالات الشدة مثل اعطاء المضادات الحيوية أو الاستجابة المناعية أو نقص المغذيات تقاطع دورة الحياة الطبيعية للمتدثرات وينتج أجسام شبكية كبيرة شاذة. هذه الحلقة تأخذ حوالي 24-28 ساعة.

## هيكل الجينوم
أنواع الكلاميديا لديها من الجينومات ما يقارب 1 إلى 1.3 مليون زوجا قاعديا في الطول.
قد توجد الكلاميديا في تشكيل جسيم بدائي أو جسيم شبكي. والجسيم الابتدائي هو جسيم غيو متكرر العدوى. ويتم تحرير الكلاميديا عند تمزق تلك الخلايا المصابة. والجسم الابتدائي هو المسؤول عن قدرة البكتيريا على الانتشار من شخص لآخر. وهذا النموذج مشابه إلى الأبواغ. إن قطر الأجسام حوالي 0.25 إلى 0.3 ميكرومتر، , وتتكون بشكل بشكل رئيسي من الكلاميديا الحثرية والكلاميديا الرئوية والكلاميديا الببغائية.
يتم تغطية هذا النوع من قبل جدار الخلية الصلب ويحتوي على جينوم الحمض النووي DNA ذات الوزن الجزيئي من 66 × 107 (نحو 600 واحدة من الجينات، ربع المعلومات الوراثية في الحمض النووي من الإشريكية القولونية)، يحتوي أيضا على الحمض النووي DNA البلازميد الخفي مع 7,498 زوجا قاعديا. كما أنه يحتوي على إطار القراءة المفتوح لجين مشترك في تضاعف ال DNA.
وبالإضافة إلى ذلك، فإن الجسم الابتدائي يحتوي على بوليميراز RNA المسؤول عن نسخ جينوم ال DNA بعد دخوله إلى هيولى الخلية المضيفة والشروع في دورة النمو. وإن اجسيم الابتدائي يبتلع نفسه عند تعرضه للخلايا المستهدفة.

## دورة حياة المتدثرة
يمكن للكلاميديا أن تشكل الATP الخاص بها، واستخدام الخلية حقيقية النواة المتطفلة.
و تتكون دورة حياة الكلاميديا من قسمين هما :
- الجسيم الابتدائي : كروي أو بيضاوي صغير، والجسم النووي كثيف جدا ويقع في محيط الهيولى، كما يمتلك جدار سميك جدا، ويكون غير قادر على القيام بعملية الإستقلاب، وهنا يكون معدي.
- الجسيم الشبكي : ضخم ويفقد الجدار السميك يتم تحريرها من الجسم النووي إلى الهيولى، ويصبح قادرا على القيام بعملية الإستقلاب، وهذا الشكل القادر على اللإستنساخ.

## الأمراض
الأكثر شهرة، عدوى الكلاميديا وهذا المرض لا يبدي أي أعراض. عادة، يمكن للأشخاص الذين يمارسون أنشطة جنسية مع الأفراد الذين يمكن أن يكونوا مصابين أن يطلبوا عدة اختبارات لتشخيص الحالة.
- مسابر ال DNA.
- اختبارات الكلاميديا السريعة واختبارات استريز الكريات البيض (في حين يمكن للالاختبار الأول الكشف عن البروتين الرئيسي للغشاء الخارجي أو الLPS، الاختبار الثاني يكشف عن منتج ملون حُوِّلَ من قبل انزيم مرتبط بجسم مضاد)
- اختبارات الكلاميديا السريعة تستخدم الأجسام المضادة ضد الLPS
- اختبارات استريز الكريات البيض تكشف عن الانزيمات التي تنتجها الكريات البيض والتي تحتوي على البكتيريا في البول.[10]